# 錫爾弗斯普林斯 (紐約州)
錫爾弗斯普林斯（英語：Silver Springs）是位於美國紐約州懷俄明縣的村。

## 人口
根據2020年美國人口普查的數據，錫爾弗斯普林斯的面積為2.54平方千米，當中陸地面積為2.47平方千米，而水域面積為0.07平方千米。當地共有人口689人，而人口密度為每平方千米271人。